# District de Sankhuwasabha
Le district de Sankhuwasabha (en népalais : सङ्खुवासभा जिल्ला) est l'un des 77 districts du Népal. Il est rattaché à la province de Koshi. La population du district s'élevait à 158 222 habitants en 2011.

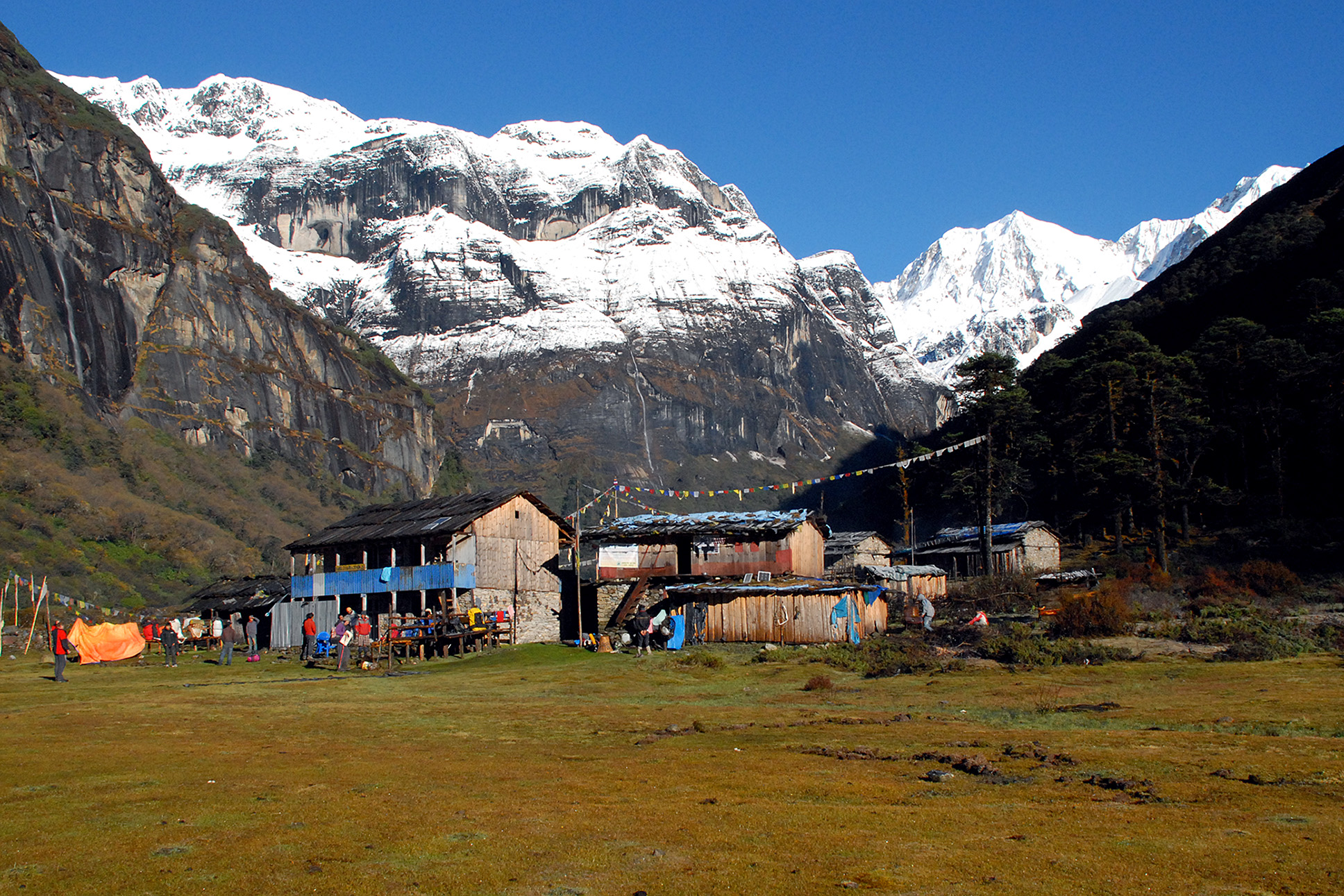
Yangle Kharka, un endroit à Sankhuwasabha

## Histoire
Il faisait partie de la zone de Koshi et de la région de développement Est jusqu'à la réorganisation administrative de 2015 où ces entités ont disparu.

## Subdivisions administratives
Le district de Sankhuwasabha est subdivisé en 10 unités de niveau inférieur, dont 5 municipalités et 5 gaunpalikas ou municipalités rurales.
| #  | Nom          | Nom en népalais | Type         | Population (2011) | Superficie (km2) |
| -- | ------------ | --------------- | ------------ | ----------------- | ---------------- |
| 1  | Chainpur     | चैनपुर            | municipalité | 27 308            | 223,69           |
| 2  | Dharmadevi   | धर्मदेवी           | municipalité | 18 235            | 132,82           |
| 3  | Khandbari    | खाँदवारी            | municipalité | 31 177            | 122,78           |
| 4  | Madi         | मादी              | municipalité | 14 470            | 110,1            |
| 5  | Panchakhapan | पाँचखपन           | municipalité | 17 521            | 148,03           |
| 6  | Bhotkhola    | भोटखोला            | gaunpalika   | 6 576             | 639,01           |
| 7  | Chichila     | चिचिला             | gaunpalika   | 7 065             | 88,63            |
| 8  | Makalu       | मकालु             | gaunpalika   | 13 204            | 519,45           |
| 9  | Sabhapokhari | सभापोखरी           | gaunpalika   | 10 492            | 222,08           |
| 10 | Silichong    | सिलीचोङ            | gaunpalika   | 12 174            | 293,26           |

## Assemblée constituante de 2008
Pour l'élection de l'Assemblée constituante, le 10 avril 2008, dans le cadre du scrutin uninominal majoritaire à un tour, le district de Sankhuwasabha est divisé en deux circonscriptions électorales. Les députés élus dans le district sont :
| Circons- cription | Député                | Parti                                                 |
| ----------------- | --------------------- | ----------------------------------------------------- |
| 1re               | Purna Prasad Rai      | Parti communiste du Népal (maoïste)                   |
| 2e                | Dambar Bahadur Khadka | Parti communiste du Népal (marxiste-léniniste unifié) |